# خاندان میتسویی
خاندان میتسویی (به ژاپنی: 三井家, Mitsui-ke) یکی از قدرتمندترین خاندان‌های بازرگان و صنعتگر در ژاپن است. شرکت میتسویی اولین فعالیت خود را در سال ۱۶۷۳ انجام داد، زمانی که میتسویی تاکاتوشی (۱۶۲۲–۱۶۹۴)، پسر یک کارخانه دار  ساکی، اچیگو-یا را راه اندازی کرد، یک فروشگاه بزرگ کالای خشک در هر دو شهر ادو و کیوتو. با موفقیت بسیار، تاکاتوشی خدمات خود را به وام‌دهی و مبادله گسترش داد.